# Whiteville (Tennessee)
Pour les articles homonymes, voir Whiteville.
Whiteville est une municipalité américaine située dans le comté de Hardeman au Tennessee.
Selon le recensement de 2010, Whiteville compte 4 638 habitants. La municipalité s'étend sur 2,75 milles carrés (7,12 km2).
La localité est fondée au début du XIXe siècle et nommée en l'honneur du juge Hugh L. White. Whiteville devient une municipalité en 1901,.